# Pilastri della Creazione
Con Pilastri della Creazione ci si riferisce ad una celebre fotografia ripresa dal telescopio spaziale Hubble di colonne di gas interstellare e polveri visibili nella Nebulosa Aquila; è stata scattata il 1º aprile 1995 e viene considerata come una delle dieci migliori fotografie scattate dall'Hubble.
Queste immagini hanno aumentato notevolmente il nostro livello di comprensione dei processi di formazione stellare in atto all'interno della nebulosa. Si pensa che le sue aree oscure siano associate a protostelle o comunque ad oggetti stellari giovani. La struttura a "pilastri" ricorda altre strutture simili, come quella della grande area di formazione stellare in Cassiopea nota con la designazione W5 e soprannominata "Montagne della Creazione".

## Caratteristiche fisiche e strutturali

L'iconica immagine di Hubble del 1995 ripresa in luce visibile, confrontata con un'immagine nel vicino infrarosso del telescopio James Webb.

I Pilastri sono tre strutture molto dense di gas e polveri situate nel bordo sudorientale della nebulosa; sono state create dall'azione del vento stellare delle stelle giganti dell'ammasso aperto centrale. La loro catalogazione segue la numerazione romana crescente, così le singole strutture sono chiamate Colonna I, Colonna II e Colonna III, procedendo da nordest a sudovest. La morfologia e la struttura ionizzata è ben conosciuta grazie all'avvento dei telescopi spaziali: la radiazione ionizzante proveniente dalle stelle dell'ammasso comprime i gas delle nubi molecolari facendone aumentare la pressione in superficie, mentre si genera un flusso fotoevaporante di materiale ionizzato nella parte opposta alla sorgente del vento stellare; è questo il fenomeno responsabile della struttura a "pilastro" delle nubi.
La materia a densità inferiore è la prima ad essere spazzata via, mentre il nucleo più denso, ulteriormente compresso a causa del fronte dell'onda d'urto, sopravvive, resistendo alla forza. Tuttavia, le immagini riprese nel vicino infrarosso mostrano che le prime due colonne possiedono una struttura relativamente poco densa, concentrata da dei nuclei molto più densi che la difendono dall'azione disgregatrice del vento. A sudest dei Pilastri si trova un'ulteriore struttura nebulosa molecolare, catalogata come Colonna IV, situata nei pressi di un noto oggetto di Herbig-Haro, HH 216.
La massa totale delle aree dense dei tre Pilastri è stimata sulle 200 M☉. Le stelle ionizzanti le colonne si trovano a 2 parsec di distanza dalle stesse.

## Fenomeni di formazione stellare

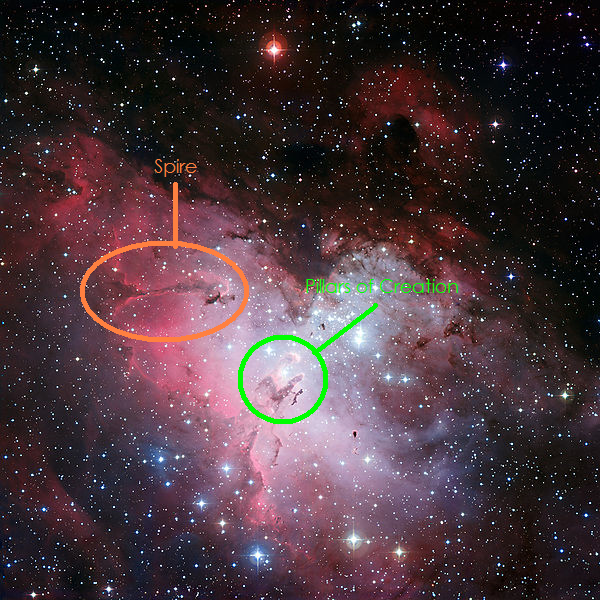
I Pilastri della Creazione nel contesto della nebulosa; le stelle brillanti al centro appartengono all'ammasso aperto incluso nella nebulosa, NGC 6611.

Combinazioni di immagini a raggi X dell'Osservatorio Chandra ai raggi X e delle immagini del Telescopio Hubble hanno mostrato che le sorgenti di raggi X osservate nella nebulosa e provenienti da stelle giovani non coincidono con i Pilastri. Questo suggerisce che la formazione stellare può aver avuto un picco di intensità circa un milione di anni fa e le sue protostelle non si sono riscaldate a sufficienza da emettere raggi X. All'inizio del 2007 gli scienziati utilizzando il Telescopio Spaziale Spitzer hanno scoperto l'evidenza che i Pilastri sono stati probabilmente distrutti da una vicina esplosione di supernova avvenuta circa 6000 anni fa, ma che la luce che mostrerà la nuova forma della nebulosa non raggiungerà la Terra ancora per un altro millennio.
Gli Evaporating Gaseous Globules (EGGs), ossia le parti dense delle colonne, conterrebbero secondo alcuni studi dei giovani oggetti stellari appena formati: si tratterebbe dunque di regioni in cui ha luogo la formazione stellare: i nuclei avrebbero infatti una densità e una temperatura simile a quella comune nei siti di formazione di protostelle; questi indizi di fenomeni di formazione in atto tuttavia non forniscono elementi sull'origine della causa scatenante, pertanto non è chiaro se il fronte di ionizzazione del vento stellare delle giganti giochi un ruolo determinante in questi processi o meno. Nei pressi delle Colonne sono note otto sorgenti nel vicino infrarosso, di cui quattro mostrano dei colori intensi e un'emissione proveniente dalla materia circumstellare, ulteriore indizio della presenza di stelle neonate; degli oltre settanta globuli gassosi in espansione noti solo un 15% circa sembra essere associato a stelle giovani di piccola massa, mentre sette sono associati a masse substellari e quattro a masse comprese fra 0,35 e 1 M☉.
Le parti terminali delle Colonne I e II contengono al loro interno degli oggetti stellari giovani, identificati per la prima volta tramite una mappatura ai raggi infrarossi. Fra gli oggetti più brillanti si trova YSO M16 ES−1, una fonte molto arrossata e piuttosto luminosa situata nella Colonna I; al suo interno si troverebbe, secondo alcuni studi, una stella di pre-sequenza principale o un piccolo gruppo di esse, o anche una singola protostella nello stadio più iniziale della sua evoluzione. Dagli estremi nord e sud della nube si irradia una forte emissione polarizzata, originata dalle espulsioni a getto dell'oggetto centrale, mentre fra i due lobi da cui fuoriescono le emissioni, l'intensità di polarizzazione è molto bassa, segno questo che l'oggetto centrale potrebbe essere circondato da una struttura a disco.
Sulla punta della Colonna II si trova YSO M16 ES−2, talvolta chiamato YSO2 in alcune pubblicazioni specifiche; meno luminoso del precedente e meno oscurato, possiede una massa compresa fra 2 e 5 M☉. Studi condotti all'infrarosso mostrano che si tratterebbe di un oggetto più evoluto di ES-1, nonché privo di emissione maser, dal momento che il maser osservato nella Colonna II non è in correlazione con quest'oggetto; la struttura interna sarebbe invece simile, con una struttura a disco appiattito avvolta attorno all'oggetto centrale. Le sue emissioni di raggi X sono estremamente deboli.